# Gunnar Olsson (attore)
Gunnar Olsson (Oxelösund, 10 luglio 1904 – 16 settembre 1983) è stato un attore e regista svedese.

## Filmografia parziale

### Attore
- Kanske en diktare, regia di Lorens Marmstedt (1933)
- Bombi Bitt och jag, regia di Gösta Rodin (1936)
- La sfida di Robin Hood (Harald Handfaste), regia di Hampe Faustman (1946)
- Flickan från tredje raden, regia di Hasse Ekman (1949)
- Un'estate d'amore (Sommarlek), regia di Ingmar Bergman (1951)
- Dum-Bom, regia di Nils Poppe (1953)
- Il settimo sigillo (Det sjunde inseglet), regia di Ingmar Bergman (1957)
- Jazzgossen, regia di Hasse Ekman (1958)
- Deadline, regia di Stellan Olsson (1971)

### Regista
- Bergslagsfolk (1937) - anche sceneggiatore
- Du gamla du fria! (1938) - anche sceneggiatore
- Frun tillhanda (1939)
- Vi på Solgläntan (1939)
- Hanna i societén (1940)
- La primula nera (Lasse-Maja) (1941)
- I moschettieri del re (En äventyrare) (1942)
- Kvinnan tar befälet (1942)
- När ungdomen vaknar (1943)
- När seklet var ungt (1944)
- Den glade skräddaren (1945)
- Janne Vängmans bravader (1948)
- Janne Vängman på nya äventyr (1949)
- Skeppare i blåsväder (1951)
- Janne Vängman i farten (1952)